# Augsburg-Universitätsviertel
Das Universitätsviertel ist der 32. Stadtbezirk von Augsburg und wird als Planungsraum XVII bezeichnet. Er liegt südlich von der Innenstadt und hat etwa 11.000 Einwohner. Der Ausländeranteil beträgt 13,1 % und liegt damit unter dem städtischen Durchschnitt (Anteil 16,7 %). Wichtigste Institution im Viertel ist die namensgebende Augsburger Universität, die sich seit 1974 dort befindet. Zuvor erstreckte sich auf dem weitläufigen Gelände der Alte Flugplatz. Daher tragen viele Straßen im Viertel die Namen bekannter Piloten und Flugpioniere.

## Geschichte
Das heutige Universitätsviertel zählt zu den jüngeren Augsburger Stadtbezirken und wurde zunächst als Werksflugplatz genutzt. Für die Bayerische Rumpler-Werke AG, einer Tochterfirma der Berliner Rumpler Flugzeugwerke GmbH, entstanden 1916 drei Fabrikationshallen nebst Flugfeld auf dem Gelände. Nach dem Ersten Weltkrieg wurde auf dem Gelände ziviler Flugverkehr abgewickelt. Das Unternehmen Rumpler Luftverkehr transportierte Passagiere und Postsäcke auf der innerdeutschen Strecke Augsburg–München–Fürth/Nürnberg–Leipzig–Berlin hin und zurück. Die 1923 gegründete Bayerische Flugzeugwerke AG (BFW, ab 1938: Messerschmitt AG) erwarb Ende Juli 1926 die Hallen der früheren Rumpler-Werke. In der Zeit des Nationalsozialismus war das Gebiet um den Flugplatz ein bedeutender Rüstungsstandort, sodass es im Krieg zu großen Flächenbombardements kam.
Der Alte Flugplatz war bis zum Ende des Zweiten Weltkriegs Werksflugplatz der BFW bzw. der Messerschmitt AG und wurde anschließend durch die US-Streitkräfte genutzt. Ab 1955 bis 1968 diente das Flugfeld dann als Regionalflughafen für die zivile Luftfahrt. 1968 wurde der Flughafen aufgelassen und ein neues Stadtviertel geplant. Die neu angelegten Straßen erhielten die Namen bekannter Luftfahrt-Pioniere oder ehemaliger Produktionsstätten (wie etwa die Rumpler-Werke) und sollten so an die Vergangenheit erinnern. Neben den Straßennamen gibt es heute mit Ausnahme kleinerer Rollfeldflächen keinen Hinweis mehr auf die ursprüngliche Nutzung dieses Stadtviertels. Mit Straßennamen wurden geehrte: Flugpionier Louis Blériot, Segelflieger Heini Dittmar, Flugzeugkonstrukteur Claude Dornier, Flugkapitän Hugo Eckener, General Wolfgang von Gronau, der Augsburger Flugpionier Salomon Idler, Hermann Köhl, Gleitflieger Otto Lilienthal, Konstrukteur Willy Messerschmitt, Jagdflieger Josef Priller, Kunstflieger Willi Stör sowie der Testpilot Fritz Wendel.

## Universität

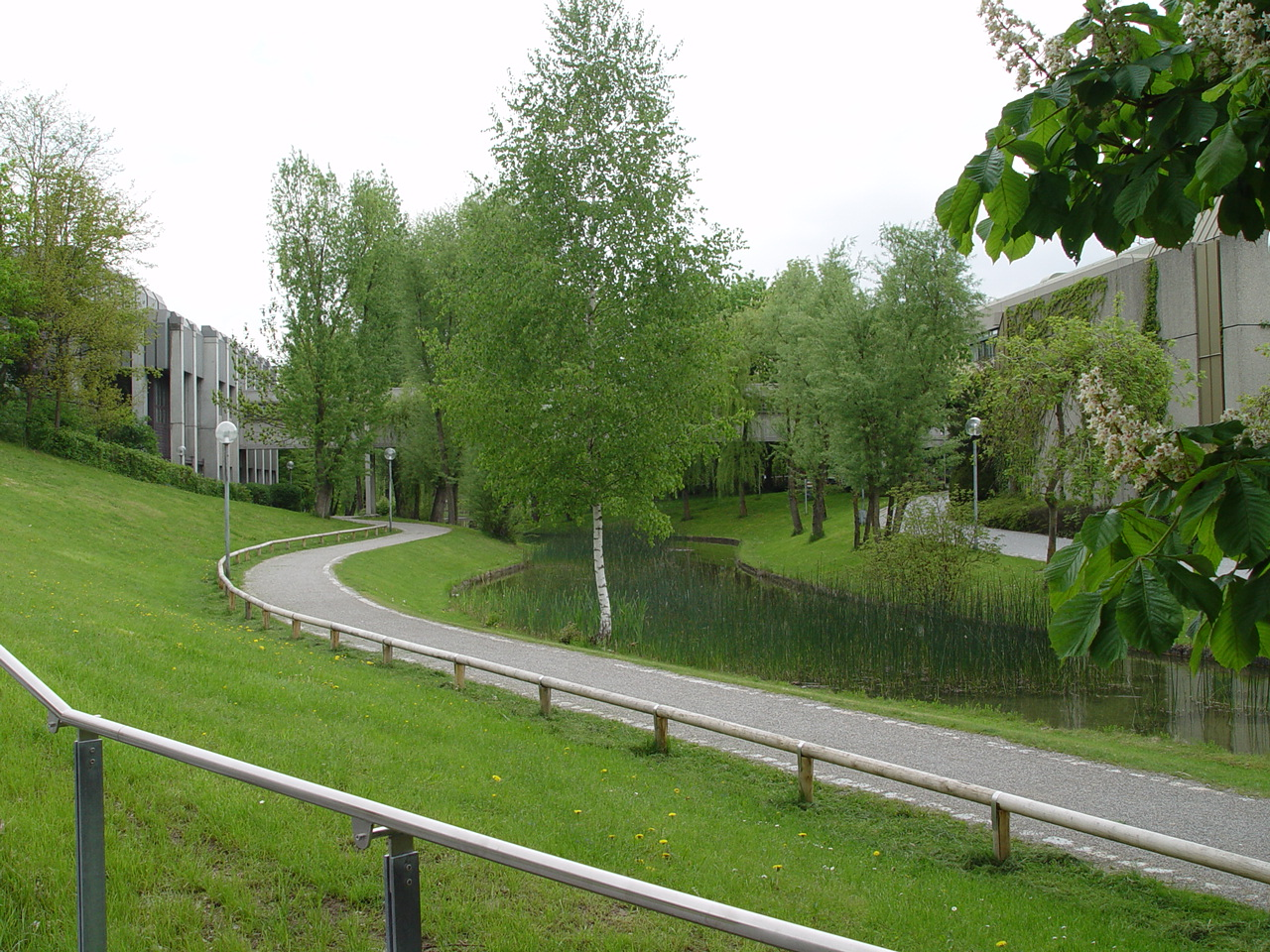
Campus der Universität Augsburg

Siehe Hauptartikel: Universität Augsburg
Die Augsburger Universität wurde im Jahre 1970 gegründet und ging aus der zwischen 1551 und 1802 in Dillingen bestehenden Philosophisch-Theologischen Hochschule der Augsburger Bischöfe und der Pädagogischen Hochschule der Ludwig-Maximilians-Universität München hervor. Das Universitätsgelände befand sich zunächst in Lechhausen bzw. im Antonsviertel an der Memminger Straße. Seit 1974 wurde im Süden der Stadt auf dem Gelände des Alten Flugplatzes ein weitläufiger Campus errichtet, der bis heute zu einem eigenen Stadtteil gewachsen ist. Mittlerweile befindet sich nur noch ein geringer Teil der Hochschule im Gebäude der ehemaligen Pädagogischen Hochschule in Lechhausen. Sie ist neben Bremen die einzige deutsche Universität, deren Gelände von einer Straßenbahn durchquert wird und die eine eigene Haltestelle hat.

## Messe Augsburg
Siehe Hauptartikel: Messe Augsburg

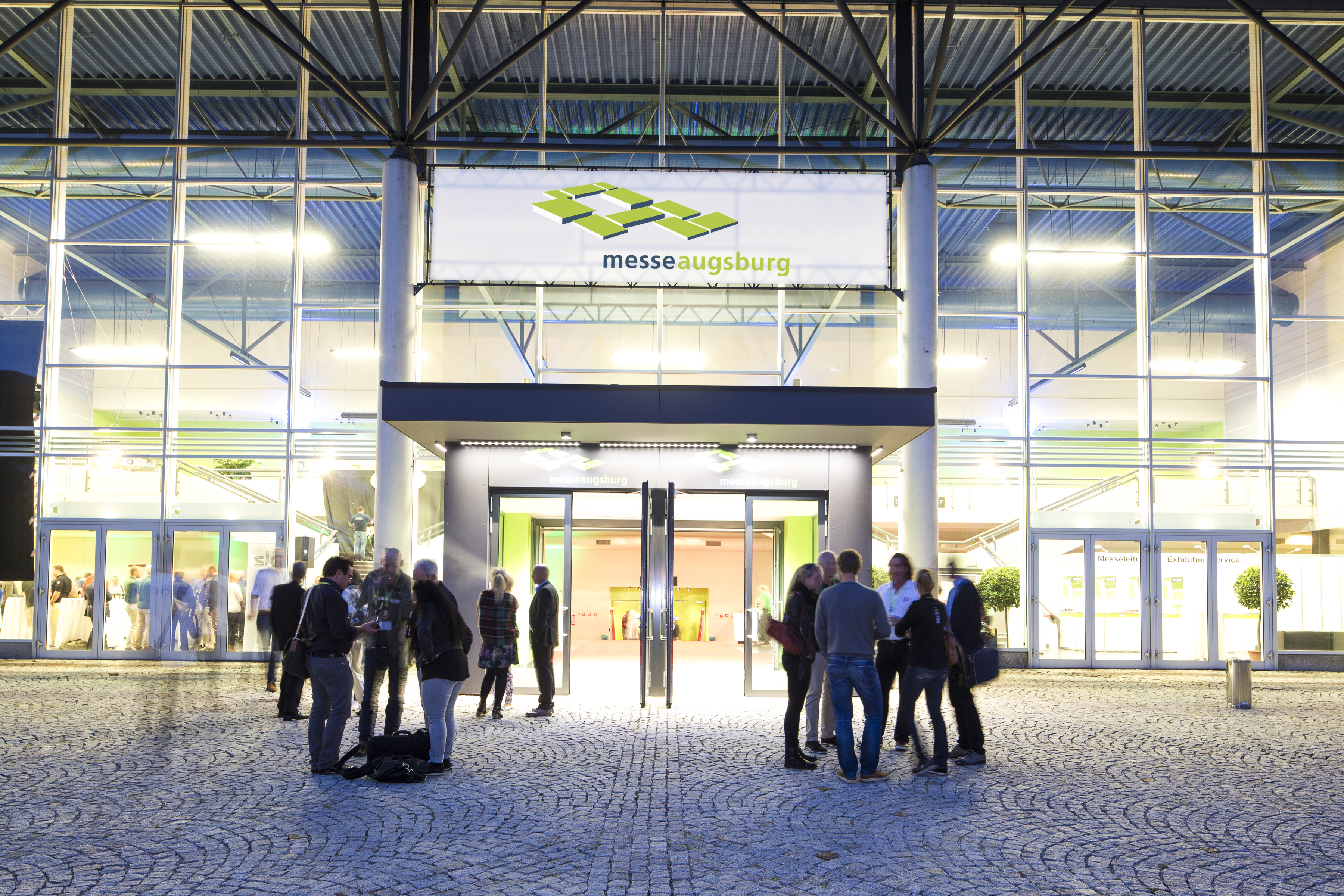
Eingangsbereich der Messe Augsburg

Das heutige Gelände der Messe Augsburg wurde 1988 eröffnet. Zuvor fanden Ausstellungen in Zelthallen auf Flächen des Wittelsbacher Parks statt. Es ist nach Hallenfläche das drittgrößte Messegelände in Bayern. In Deutschland steht es auf Rang 16. Die Messehallen lassen sich, je nach Verwendungszweck und Größe der Veranstaltung, unterschiedlich kombinieren. Die Schwabenhalle (Halle 1), die Hallen 3, 5 und 7 haben eigene Eingangsbereiche, so dass sie auch parallel zu anderen Veranstaltungen genutzt werden können.

## WWK-Arena
Siehe Hauptartikel: WWK-Arena

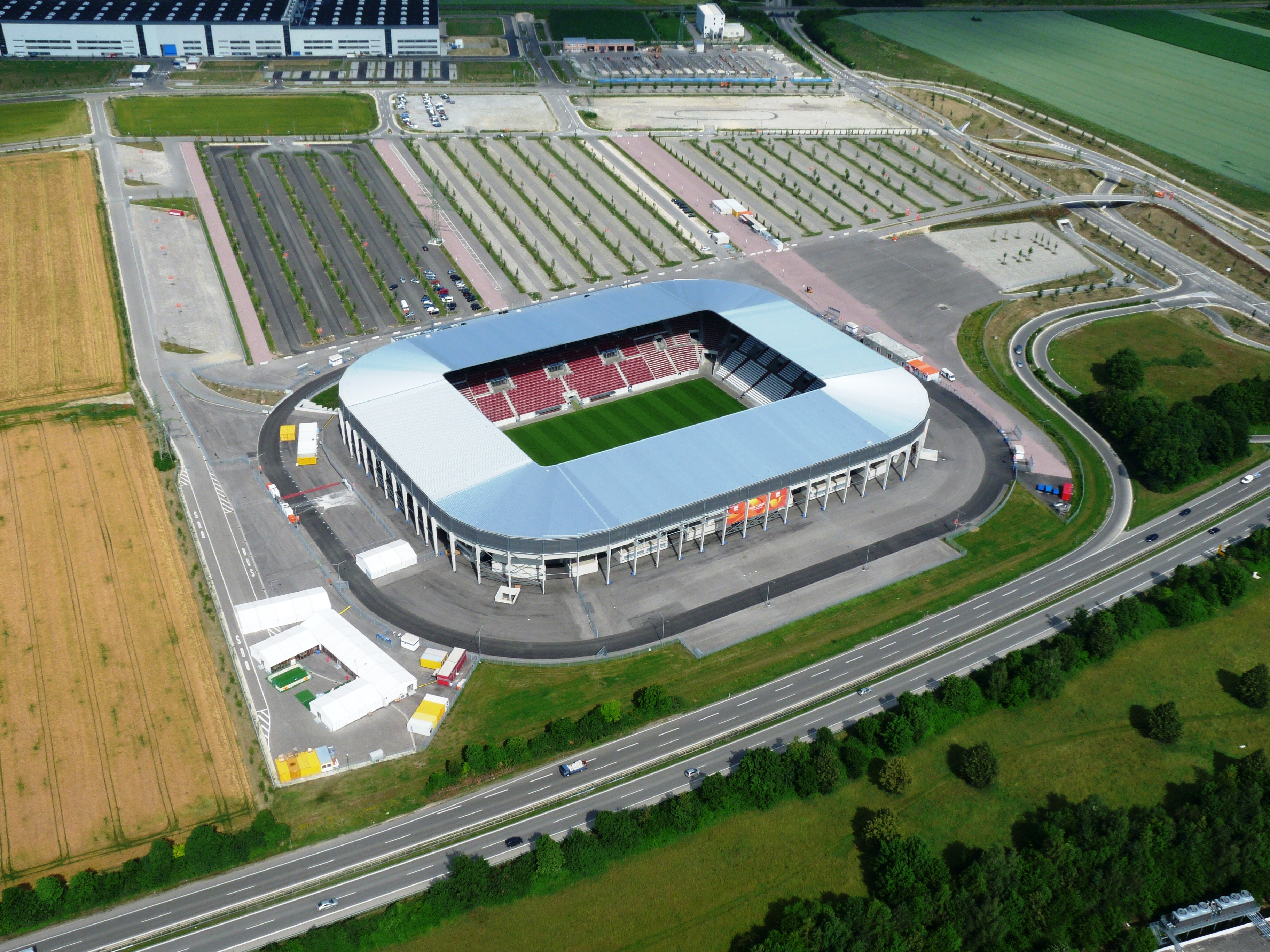
Luftbild der Arena im Juni 2011

Das unter dem Projekttitel Augsburg Arena geplante Stadion wird nach dem aktuellen Sponsor als WWK-Arena bezeichnet. Der Bau erfolgte von November 2007 bis Juli 2009 am südlichen Rand des Universitätsviertels. Die Heimspielstätte des FC Augsburg wurde am 26. Juli 2009 feierlich eröffnet.

## Kirchen und Religionsgemeinschaften
- Katholische Pfarrkirche Zum Guten Hirten (erbaut in den 1980er Jahren)
- Evangelische Stephanuskirche
- Kapelle Hagia Sophia im Haus Edith Stein, Katholische Hochschulgemeinde (KHG)
- Evangelisch-Freikirchliche Gemeinde (Baptistengemeinde)

## Einrichtungen

### Landesamt für Umwelt
Das Landesamt für Umwelt hat seit September 1999 seinen Hauptsitz in einem Neubau im Universitätsviertel. Das Gebäude und die Außenanlagen wurden nach neuesten ökologischen Erkenntnissen geplant, die tatsächliche Ausgestaltung ist jedoch umstritten.

### Bukowina-Institut
Das Bukowina-Institut befindet sich unweit des Neuen Campus’ der Universität. Die kurze Distanz soll den Austausch und die Kommunikation mit den Wissenschaftlern und Studenten der Hochschule erleichtern.

## Bilder

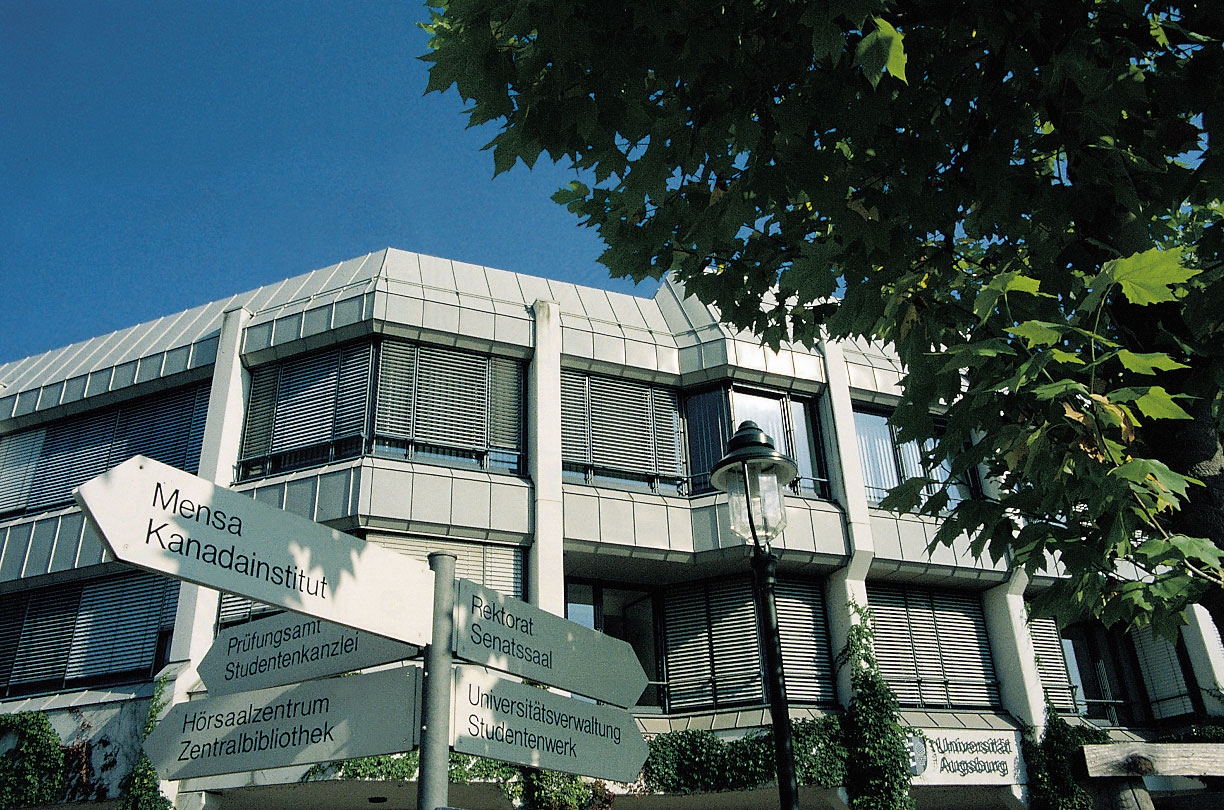
Rektoratsgebäude der Universität
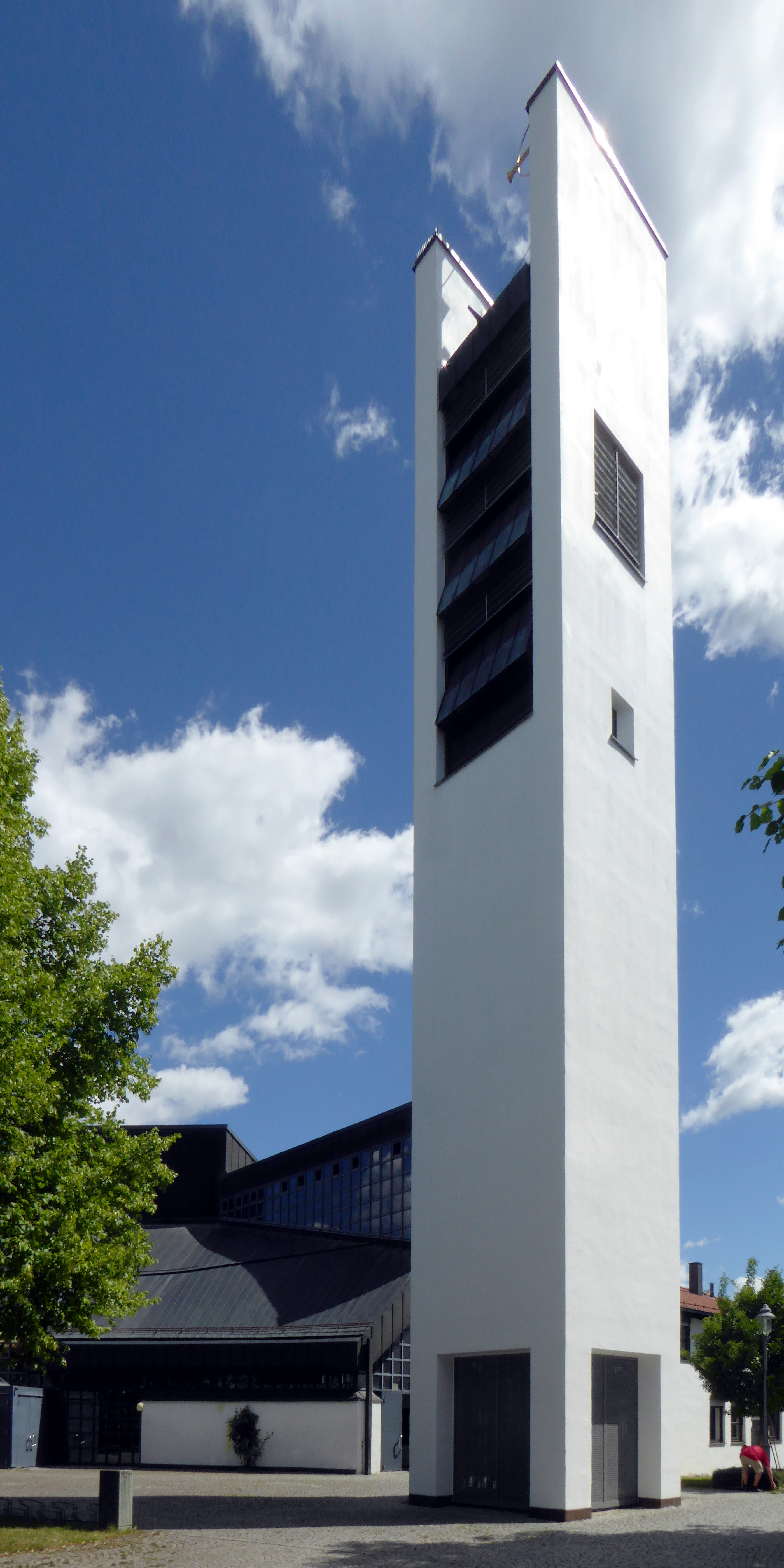
Katholische Pfarrkirche Zum Guten Hirten
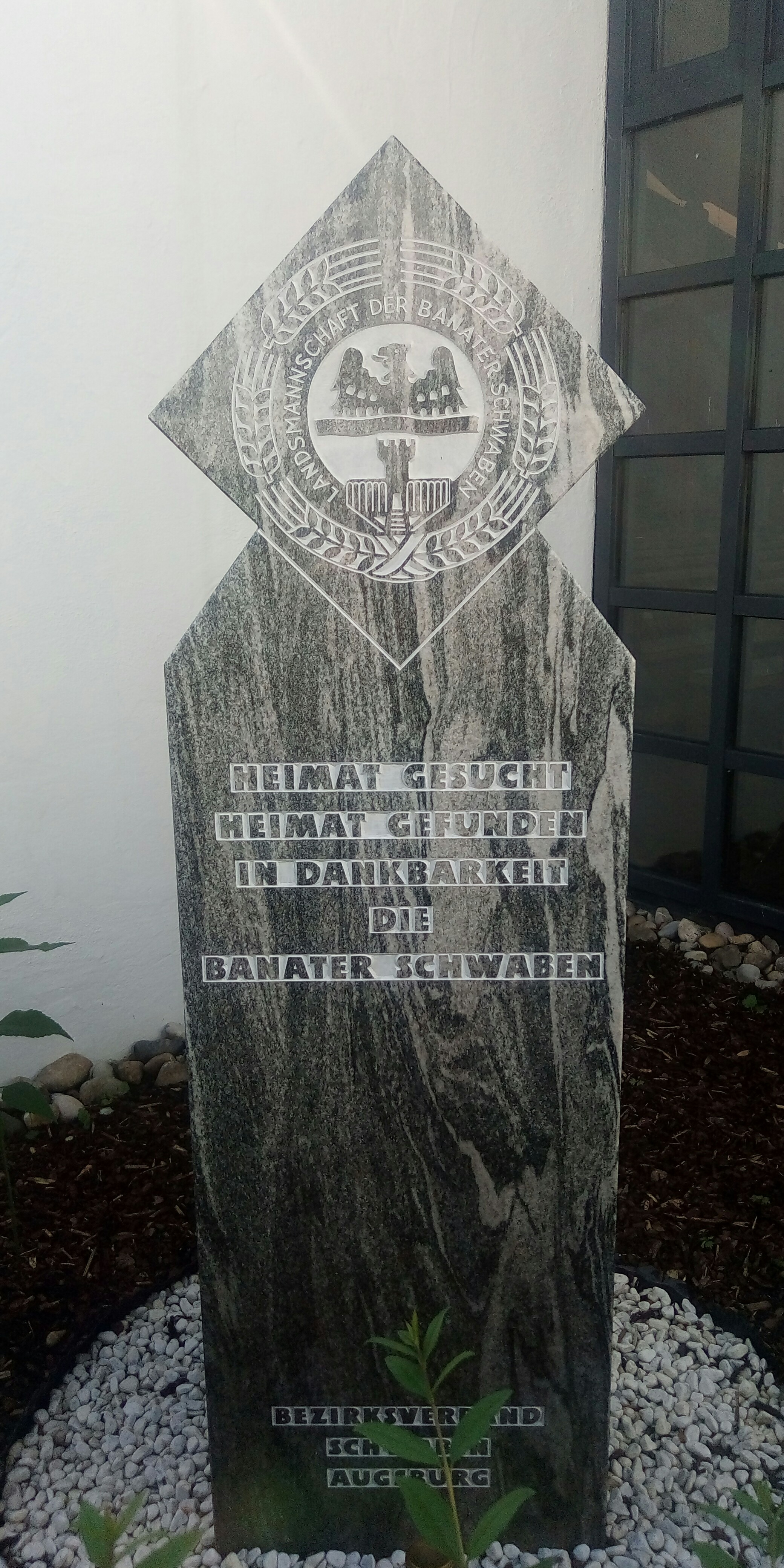
Denkmal für die vertriebenen Banater Schwaben, die nach dem Zweiten Weltkrieg in Augsburg Aufnahme gefunden haben
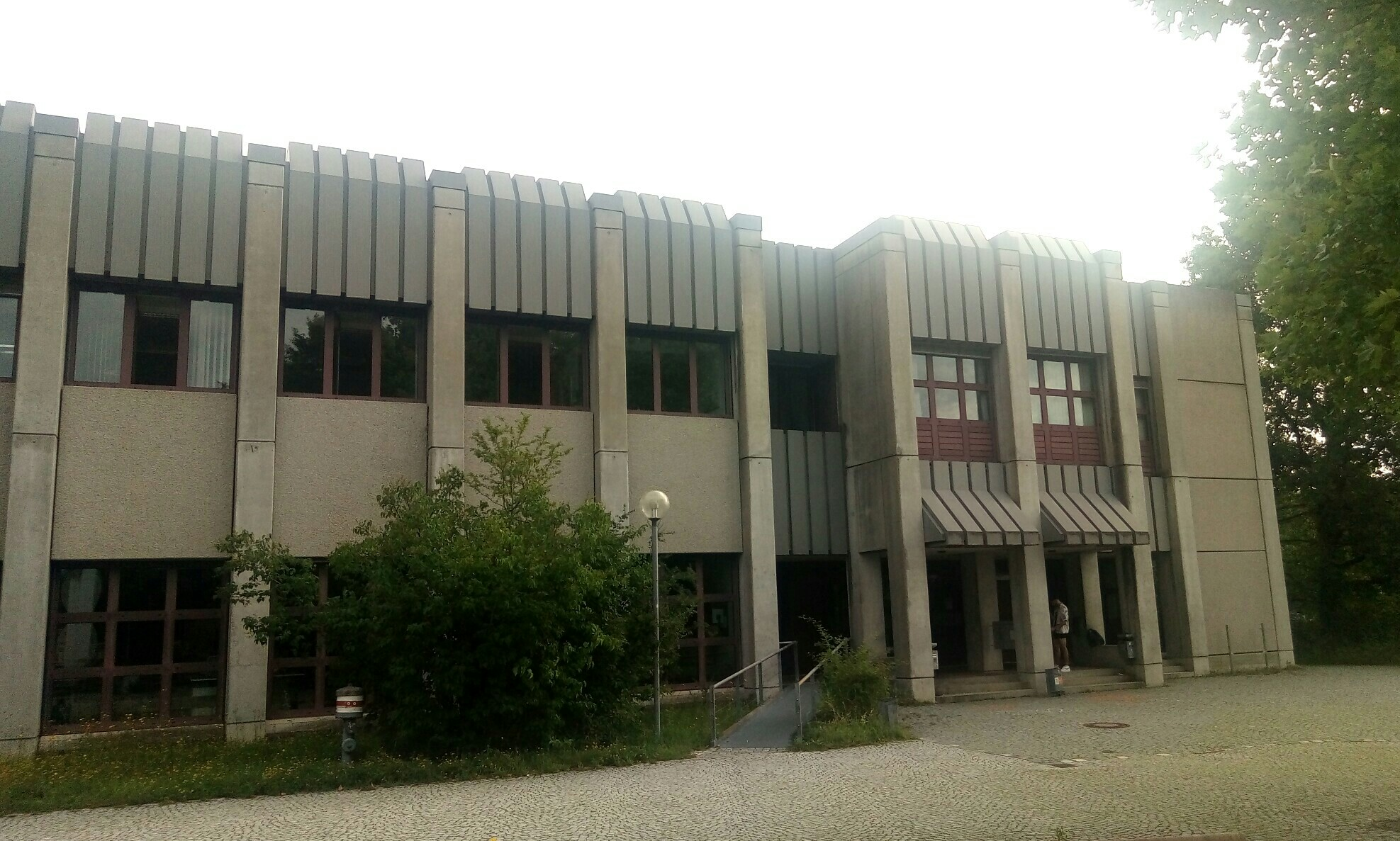
Bibliothek der Universität
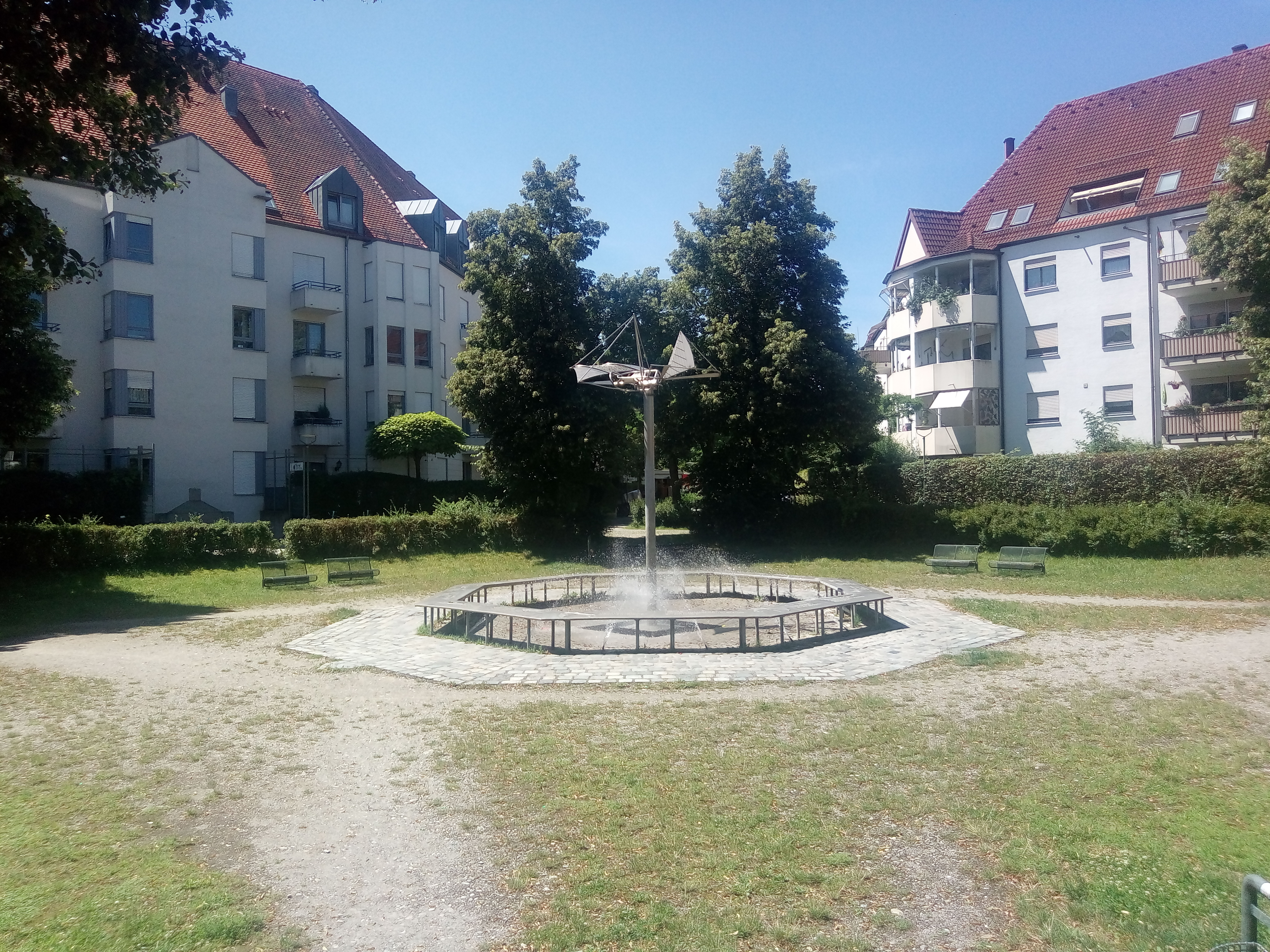
Fliegerbrunnen (den Pionieren der Luftfahrt gewidmet)